# Seznam hrvaških pevcev
Seznam hrvaških pevcev.

## Seznami
- seznam hrvaških pevcev zabavne glasbe

- seznam hrvaških kantavtorjev
- seznam hrvaških raperjev

- seznam hrvaških pevcev resne glasbe

- seznam hrvaških opernih pevcev